# Elena no/Una
Elena no/Una è il 14º singolo da interprete di Lucio Battisti, pubblicato il 24 marzo 1972 per la casa discografica Dischi Ricordi.

## Descrizione
Il contratto che legava Battisti alla Ricordi, scaduto nel settembre 1971, prevedeva per la Ricordi il diritto di avere un'ultima canzone, Elena no, che la casa discografica sfruttò per produrre un singolo con un brano già pubblicato precedentemente (Una) sul lato B.
La fotografia presente in copertina è stata scattata durante il tour del 1970.
Il singolo fu il 91º più venduto del 1972.

## Tracce
Tutti i brani sono di Battisti - Mogol.
Lato A
1. Elena no – 4:42

Lato B
1. Una – 3:45

## I brani

### Elena no
Per il testo del brano Elena no Mogol si è ispirato alla vita coniugale di Pierluigi Ratti e sua moglie Elena, degli amici a cui l'autore era solito far ascoltare in anteprima le nuove composizioni insieme a Lucio Battisti.

### Una
Il lato B, Una, è un vecchio brano di Battisti composto nel 1969 che inizialmente doveva essere il lato B del disco Mi ritorni in mente, ma poi venne scalzato da 7e40.
Nel concept album Amore e non amore, Una è inserita tra le canzoni che descrivono situazioni di non amore.